# Dinkelland
Dinkelland est une commune néerlandaise, en province d'Overijssel.